# Pteris berteroana
Pteris berteroana là một loài thực vật có mạch trong họ Pteridaceae. Loài này được AGARDH miêu tả khoa học đầu tiên.